# 足立区立綾瀬小学校
足立区立綾瀬小学校（あだちくりつ あやせしょうがっこう）は、東京都足立区綾瀬にある公立小学校。

## 概要
- 1959年5月11日に足立区立弘道小学校の分校として開校。1962年4月11日に独立。1969年4月1日に足立区立東加平小学校が独立したことにより一部学区変更。1976年4月1日に足立区立東綾瀬小学校開校により一部学区変更
- 校歌は土岐善麿が作詞した。

## 沿革
- 1959年（昭和34年）5月11日 - 弘道小学校分校として開校。
- 1962年（昭和37年）
  - 4月11日 - 独立し、綾瀬小学校として開校。
  - 6月8日 - 開校記念日ならびに祝賀会挙行する。
- 1968年（昭和43年）3月21日 - 体育館落成。
- 1969年（昭和44年）4月1日 - 東加平小学校が、本校分校として独立。それに伴い、学区変更。
- 1972年（昭和47年）6月8日 - 創立10周年記念式典挙行し、祝賀会開催。
- 1983年（昭和58年）6月12日 - 創立20周年記念式典挙行し、祝賀会開催。
- 1992年（平成4年）6月6日 - 創立30周年記念式典挙行し、祝賀会開催。
- 2002年（平成14年）6月8日 - 創立40周年記念式典挙行し、祝賀会開催。
- 2005年（平成17年）4月1日 - スクールガード設置。
- 2007年（平成19年）4月1日 - 体育館耐震。
- 2012年（平成24年）11月17日 - 創立50周年記念式典挙行し、祝賀会開催。
- 2020年（令和2年）7月1日 - 校舎改築工事開始[1]。
- 2022年（令和4年）
  - 2月 - 校舎完成[2]。
  - 6月8日 - 新校舎落成行事開催[3]。
  - 11月5日 - 創立60周年記念式典挙行[3]。

## 教育目標
かしこい子 やさしい子 たくましい子

## 交通
- 東京メトロ千代田線・JR東日本常磐線（緩行線）綾瀬駅東口から徒歩2分

## 出身者
- 木村カエラ（歌手）